# Luisa Francia

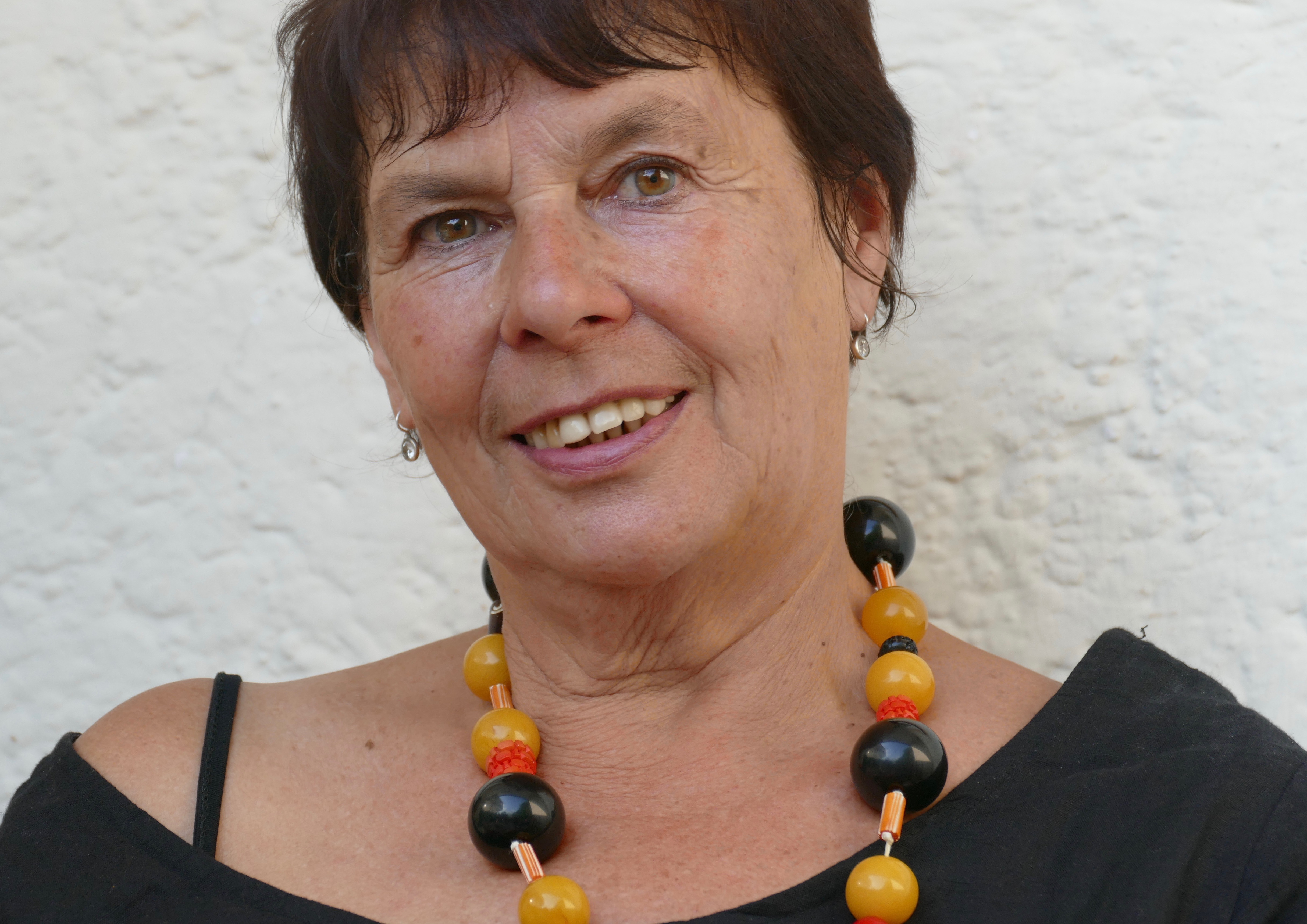
Luisa Francia (2017)

Luisa Francia (* 2. August 1949 in Markt Grafing) ist eine deutsche Autorin und Filmemacherin. Sie versteht sich als moderne Hexe.

## Leben und Wirken
Luisa Francia wuchs in einer Frauenfamilie in Bayern auf. Von ihrer Mutter lernte sie das Bergsteigen. Sie studierte zunächst Germanistik, war Praktikantin beim Manchester Evening Star, sang in Clubs und im Musical Hair und arbeitete als Tanzlehrerin für afrikanischen Tanz.
Ab den 1980er Jahren reiste sie auf der Suche nach magischen Traditionen, Volksheilkunde und Schamanismus mehrmals nach Afrika, Indien, Nepal und schrieb Reportagen und Bücher über ihre Erfahrungen (u. a. Warten auf Blaue Wunder, Der Afrikanische Traum). 1988 erhielt sie ein Stipendium des Deutschen Literaturfonds.
In ihren zahlreichen Publikationen, häufig im Ratgeberstil, beschäftigt sie sich mit den Themen Hexen, Tarot, Horoskopdeutung, Göttinnen, weiblicher Schamanismus und gibt Anleitungen zur Gestaltung magischer und meditativer Rituale für Lebensstadien wie für den Alltag von Frauen. Zu diesen Themen veranstaltete sie auch Workshops und Performances. Über Francias Buch Mond – Tanz – Magie von 1986 schrieb Ariane Barth im Spiegel: „Wer ihr Buch über ihre Gestaltung von dreizehn Mondfesten liest, wird leicht verführt von der archaischen Kraft dieser Frau, verführt in eine fremdartige Welt, in der moderne Intellektualität und magische Vorstellungen miteinander auskommen.“ Anfang der 1990er Jahre unternahm sie allein eine Kailash-Umrundung. Ihr Buch über Bergsteigerinnen erschien 1999 unter dem Titel Der untere Himmel. Frauen in eisigen Höhen.
Francia war Co-Autorin der Drehbücher zu Margarethe von Trottas Spielfilmen Das zweite Erwachen der Christa Klages (1978), der mit dem Deutschen Filmpreis ausgezeichnet wurde, und Schwestern oder Die Balance des Glücks (1979). Sie drehte eigene Filme wie den dokumentarischen Fernseh-Spielfilm Hexen (1980) und schrieb den Theatermonolog Fischmaul (1986).

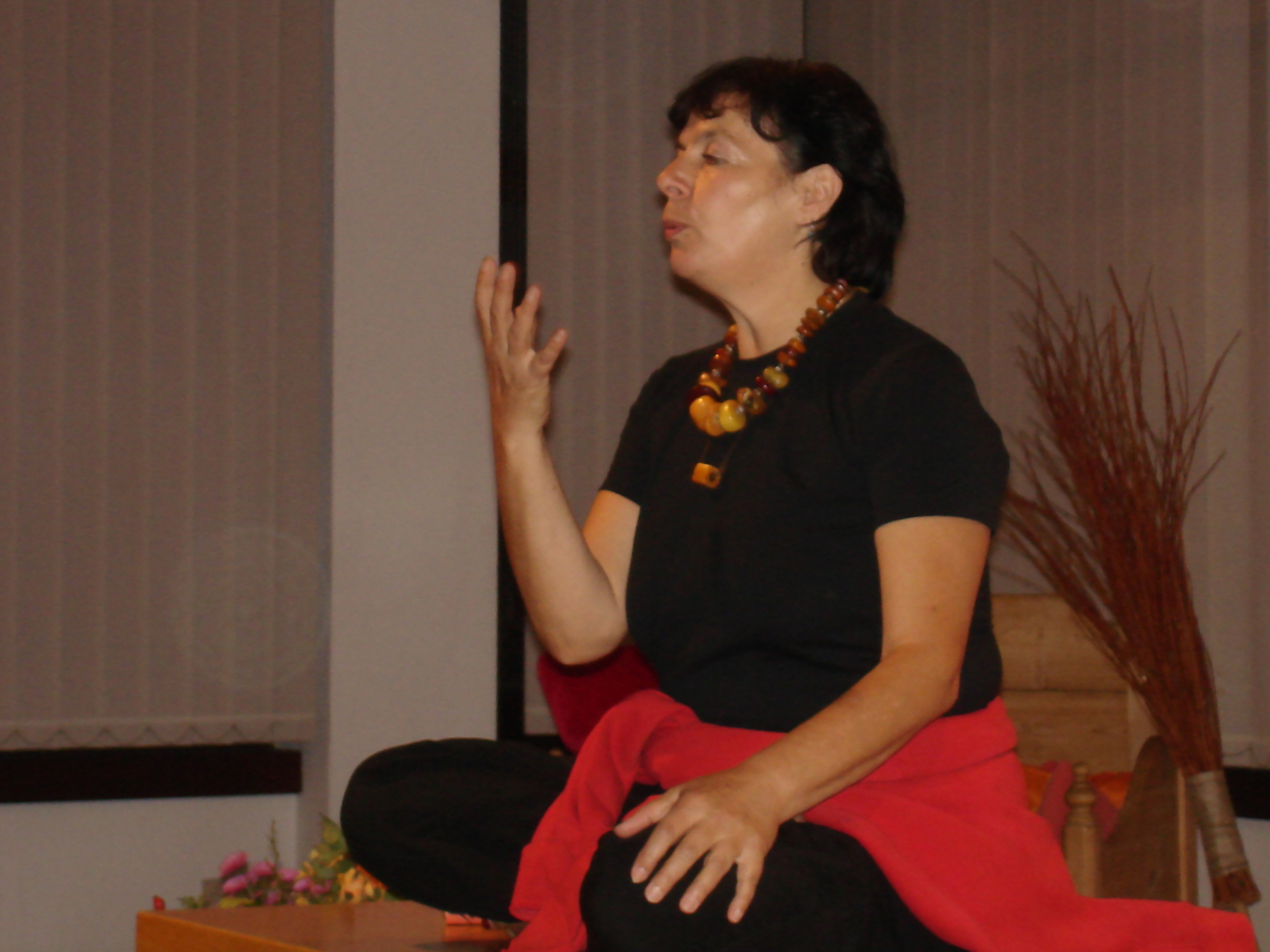
Luisa Francia bei einem Vortrag in Lauda-Königshofen (2005)

Francia ist die bekannteste Vertreterin der Hexenszene, die in Deutschland vor allem in den 1980er Jahren am Schnittpunkt von Neuheidentum und Feminismus entstanden ist. Wie die Amerikanerin Starhawk vertritt sie eine sozialistische und feministische Strömung.
2025 wurde der künstlerische Vorlass von Luisa Francia vom Münchner Literaturarchiv Monacensia angekauft.
Luisa Francia ist Mutter einer Tochter; sie lebt in der Nähe von München und in Portugal.

## Schriften
- Berühre Wega, kehr zur Erde zurück. Frauenoffensive, München 1982, ISBN 3-88104-120-6.
- Der Afrikanische Traum. Stechapfel, Zürich 1985.
- Mond, Tanz, Magie. Frauenoffensive, München 1986.
- Drachenzeit. Frauenoffensive, München 1987.
- Zaubergarn. Frauenoffensive, München 1989.
- Spielend Scheitern. Frauenoffensive, München 1990.
- Die schmutzige Frau. Frauenoffensive, München 1991.
- Die dreizehnte Tür. Frauenoffensive, München 1991.
- Warten auf Blaue Wunder. Der grüne Zweig 151 / Werner Piepers MedienXperimente, Löhrbach 1991.
- Steinreich. Frauenoffensive, München 1993, ISBN 3-88104-239-3.
- Starke Medizin: Handbuch zur Selbstheilung. Frauenoffensive, München 1995, ISBN 978-3-88104-266-6.
- Der untere Himmel. Frauen in eisigen Höhen. Nymphenburger, München 1999.
- Die Magie des Ankommens: Ein spirituelles Reisebuch zur Entdeckung starker Orte. Nymphenburger, München 2000, ISBN 3-485-00837-0.
- Der wilde Blick. Frauenoffensive, München 2000, ISBN 978-3-88104-328-1.
- Das magische Kochbuch. Rezepte und Geheimnisse von weisen Frauen, Mary Hahn Verlag, 2001.
- Die Sprache der Traumzeit. Kunst und Magie. Frauenoffensive, München 2002.
- Wohnungen der Geister. Nymphenburger Verlagsbuchhandlung, München 2002.[11]
- Xamuma : Tagebuchnotizen und Reportagen aus Afrika. Pieper / Grüne Kraft, Löhrbach 2004, ISBN 3-922708-34-X (= Der grüne Zweig 216).
- Narrengold (Kriminalroman), Werner Pieper & The Grüne Kraft, Löhrbach 2004.[12]
- Ballzauber. Die Magie des Fußballs. Nymphenburger, München 2006, ISBN 978-3-485-01074-0.
- Wortwechsel. Frauenoffensive, München 2006, ISBN 3-88104-375-6.
- Beschützt, bewahrt, geborgen: Wie magischer Schutz wirklich funktioniert. Nymphenburger, München 2007, ISBN 978-3-485-01104-4.
- Kubabas Granatapfel: Meine Reise zur Heilung. Nymphenburger, München 2008, ISBN 978-3-485-01131-0.
- Hundstage. Krokodilstränen: Leben mit dem Klimawandel. Frauenoffensive, München 2008, ISBN 978-3-88104-380-9.
- Weidenfrau und Wiesenkönigin: Magie und Heilwissen aus der Natur. Nymphenburger, München 2009, ISBN 978-3-485-01169-3.
- Die Göttin im Federkleid. Das weibliche Universum bei Kelten und Germanen. Nymphenburger, München 2010.
- Die Schatzhüterin: Klassische Märchen neu erzählt. Nymphenburger, München 2011, ISBN 978-3-485-01357-4.
- Der magische Alltag: Rituale und Zauberrezepte. Nymphenburger, München 2011, ISBN 978-3-485-01340-6.
- Frauenkraft, Frauenweisheit: Mit Freude den eigenen Weg gehen. Nymphenburger, München 2014, ISBN 978-3-485-02809-7.
- Schutzrituale. Wirksame Hilfe für den Alltag. Nymphenburger, München 2014.
- Tiere als magische Helferwesen: tanzende Katzen, singende Hunde, sprechende Pferde. Mit 25 Zeichnungen von Luisa Francia, Nymphenburger, München 2015, ISBN 978-3-485-02837-0.
- Wer nicht alt werden will, muss vorher sterben. Nachdenken über die letzte Lebenszeit. Nymphenburger, München 2016.
- Im Körper zu Hause: Heilung suchen, Heilung finden. Nymphenburger, München 2017, ISBN 978-3-485-02935-3.
- Mit Göttinnen durch die Raunächte 12 Anleitungen zur Befreiung des Herzens. Knaur MensSana HC 2021, ISBN 978-3-426-65875-8.

## Filme
- Hexen (1980) dokumentarischer Fernseh-Spielfilm über die Zeit der Inquisition mit Annamirl Bierbichler und Sepp Bierbichler.
- Nur in der Fremde ist der Fremde fremd. Ein ethnologischer Blick auf die Rituale in einer deutschen Turnhalle (Grafing), für: Unter deutschen Dächern (Erstausstrahlung 1979, ARD, 1984[13]).